# Rhacodiaptomus ringueleti
Rhacodiaptomus ringueleti is een eenoogkreeftjessoort uit de familie van de Diaptomidae. De wetenschappelijke naam van de soort is voor het eerst geldig gepubliceerd in 1991 door Cicchino & Dussart.